# ロベール・オプロン
ロベール・オプロン（Robert Opron 、1932年2月22日 -2021年3月29日 89歳）は、フランスの自動車デザイナーである。
1960年代から1974年のプジョーとの合併まではシトロエン、以後2000年まではルノーに在籍し、多くの個性的な作品を残した。主な作品にはシトロエン・DSの1967年のマイナーチェンジ、シトロエン・SM、GS、シトロエン・CX、ルノー・フエゴ、25、アルピーヌA310 V6（1976年のマイナーチェンジを担当）がある。
1999年に米国で行われたカー・デザイナー・オブ・ザ・センチュリーアワードコンテストにも20世紀の代表的なカーデザイナー25人中の1人としてノミネートされた。
コロナウイルスに感染で死去。

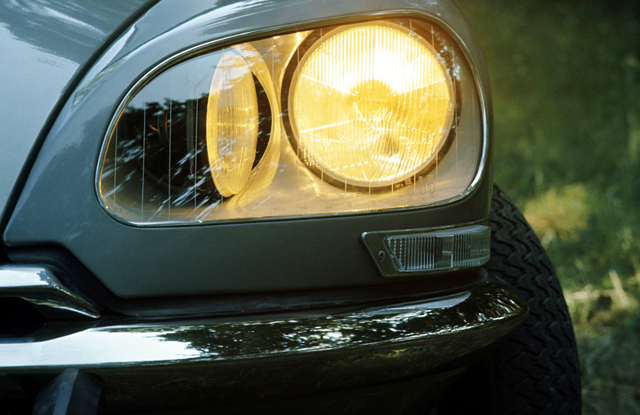
シトロエン・DS（四灯化を担当）
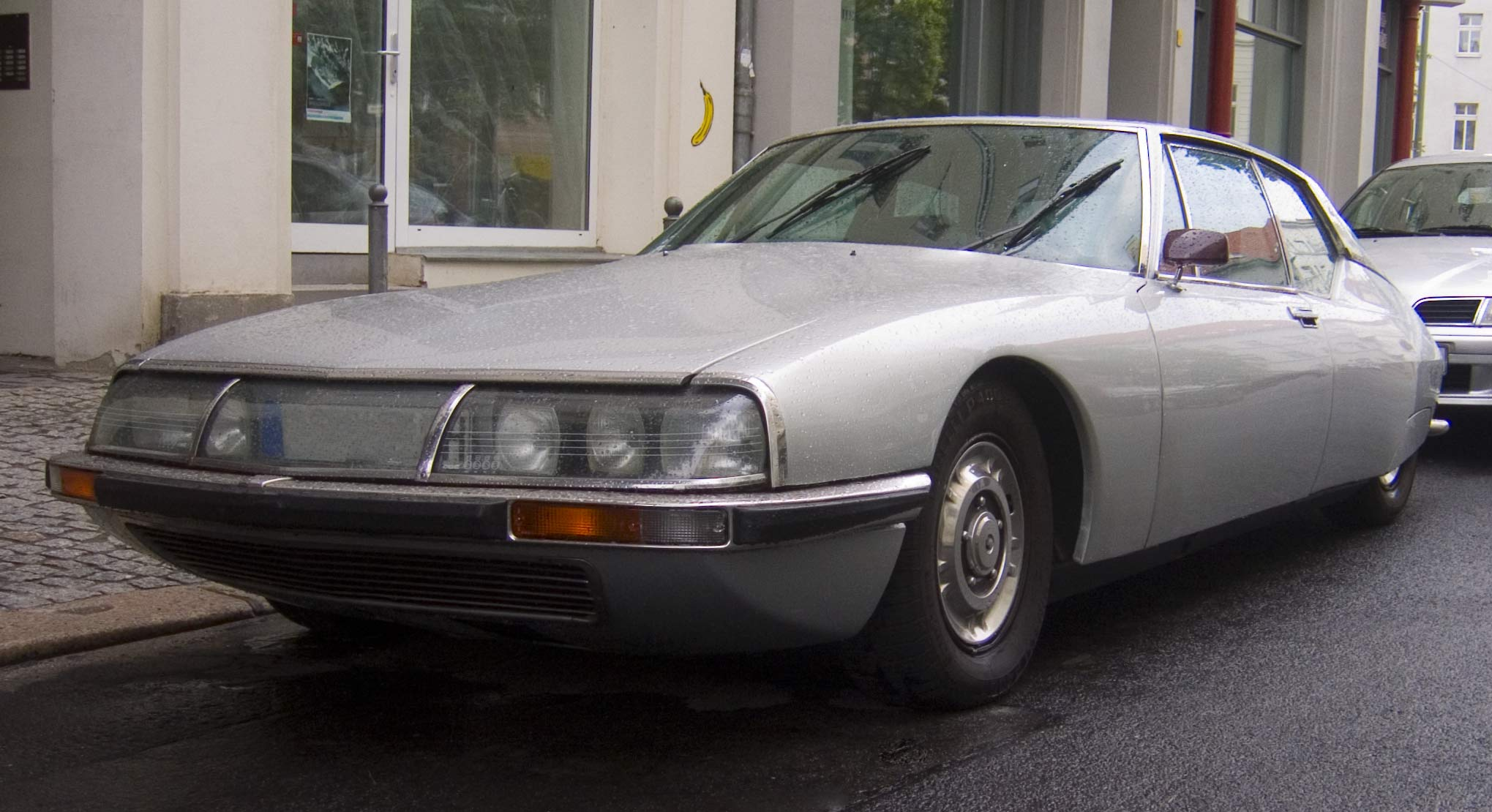
シトロエン・SM
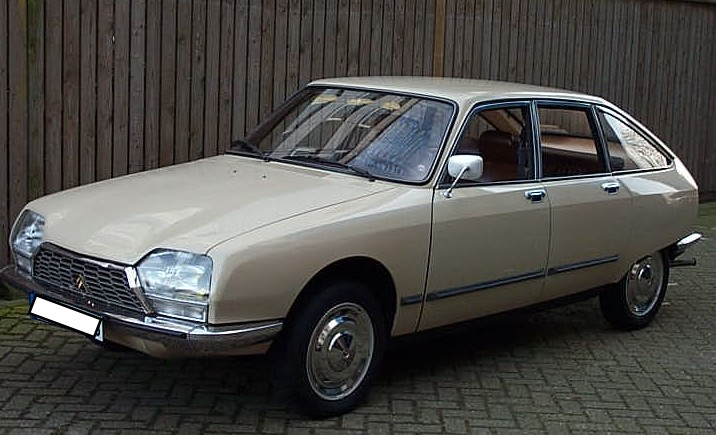
シトロエン・GS
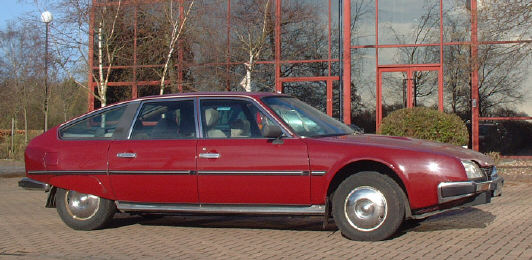
シトロエン・CX
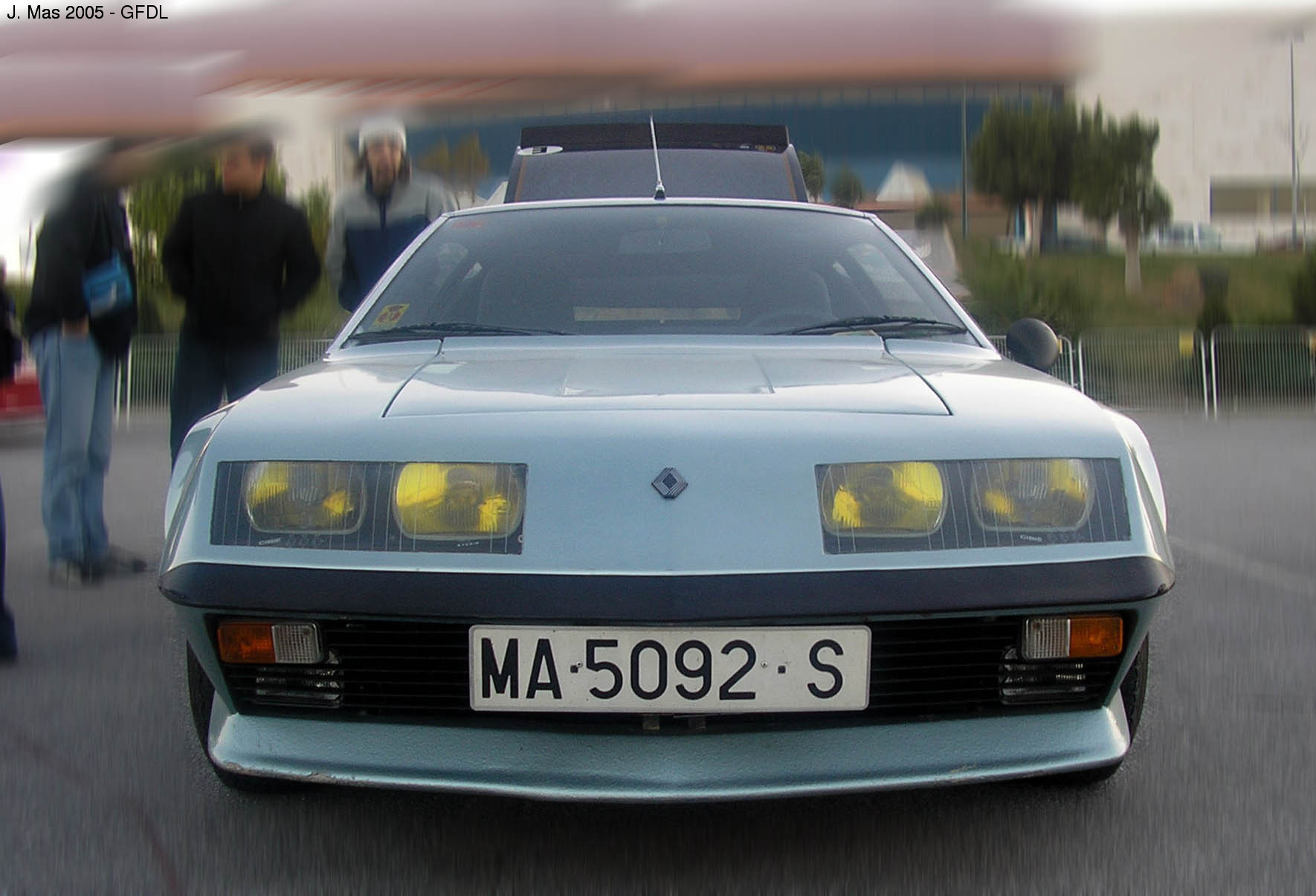
アルピーヌA310(マイナーチェンジを担当)
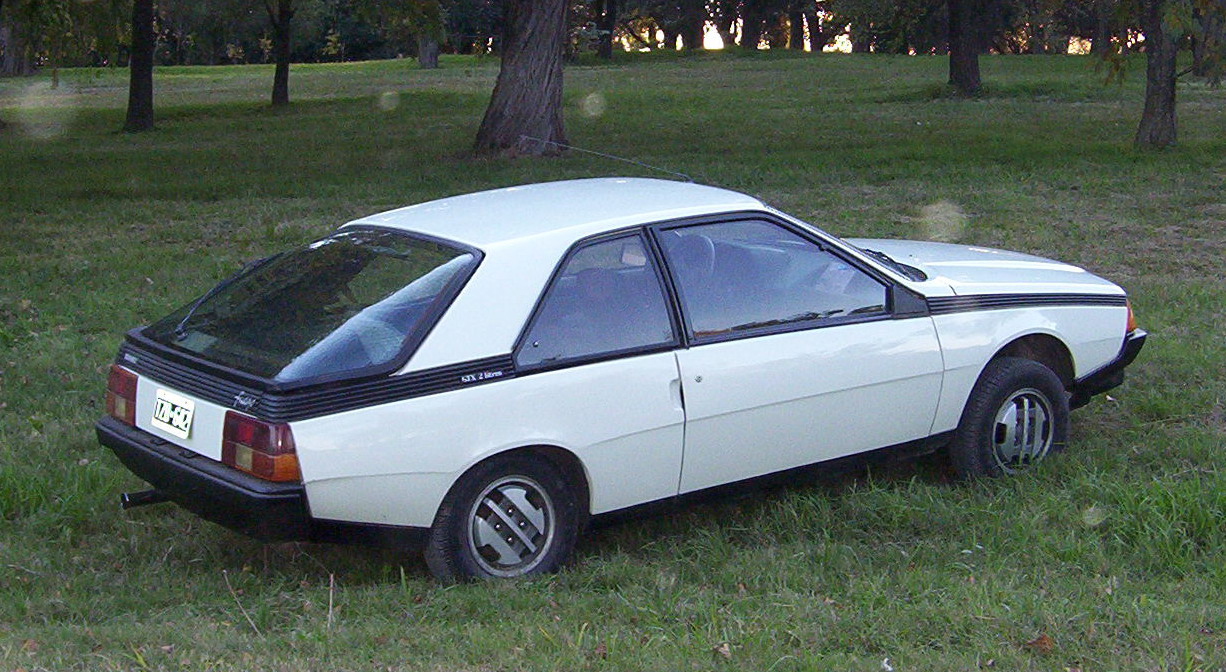
ルノー・フエゴ
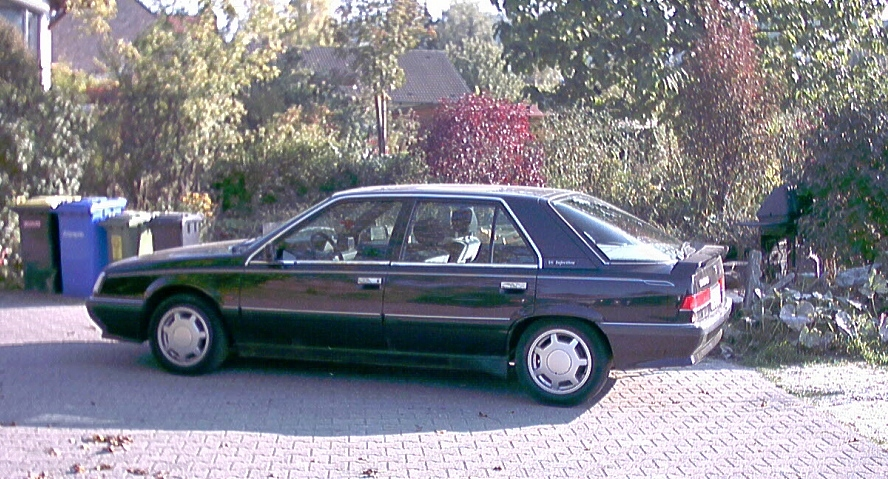
ルノー・25